# Sojuz TMA-11
Sojuz TMA-11 (ryska: Союз ТMA-11) var en flygning i det ryska rymdprogrammet. Flygningen gick till rymdstationen ISS. Farkosten sköts upp från Kosmodromen i Bajkonur, med en Sojuz-FG-raket, den 10 oktober 2007. Man dockade med rymdstationen den 12 oktober 2007.
Efter att ha tillbringat 191 dagar i rymden, lämnade farkosten rymdstationen den 19 april 2008. Några timmar senare återinträdde den i jordens atmosfär och landade i Kazakstan.
I och med att farkosten lämnade rymdstationen var Expedition 16 avslutad.
Vid landningen var för andra gången i historien kvinnor i majoritet på en rymdfarkost, den första var Valentina Teresjkovas ensamflygning 1963.

## Återinträde
På grund av problem vid separationen av återinträdeskapseln från farkostens övriga delar, blev återinträdesbanan ballistisk och landningen skedde därför 475 kilometer från den planerade landningszonen. Besättningen utsattes på grund av den ballistiska banan för större g-krafter än normalt under återinträdet.